# Las Hoyas
Las Hoyas és un jaciment paleontològic situat a La Cierva, molt a prop de la ciutat de Conca, Castella - la Manxa (Espanya).
El jaciment està datat en el Barremià, estatge faunístic del Cretaci inferior, i pertany al tipus de jaciments anomenats Konservat-Lagerstätte que són aquells que premeten una molt bona conservació de l'ecosistema que els va formar. Concretament, Las Hoyas està conformada per formacions de roca calcària litogràfica que guarda al seu interior les restes fossilitzades que es van formar al fons d'una llacuna en el que, aleshores, era una illa en un arxipèlag de l'oceà de Tetis.

## Fòssils

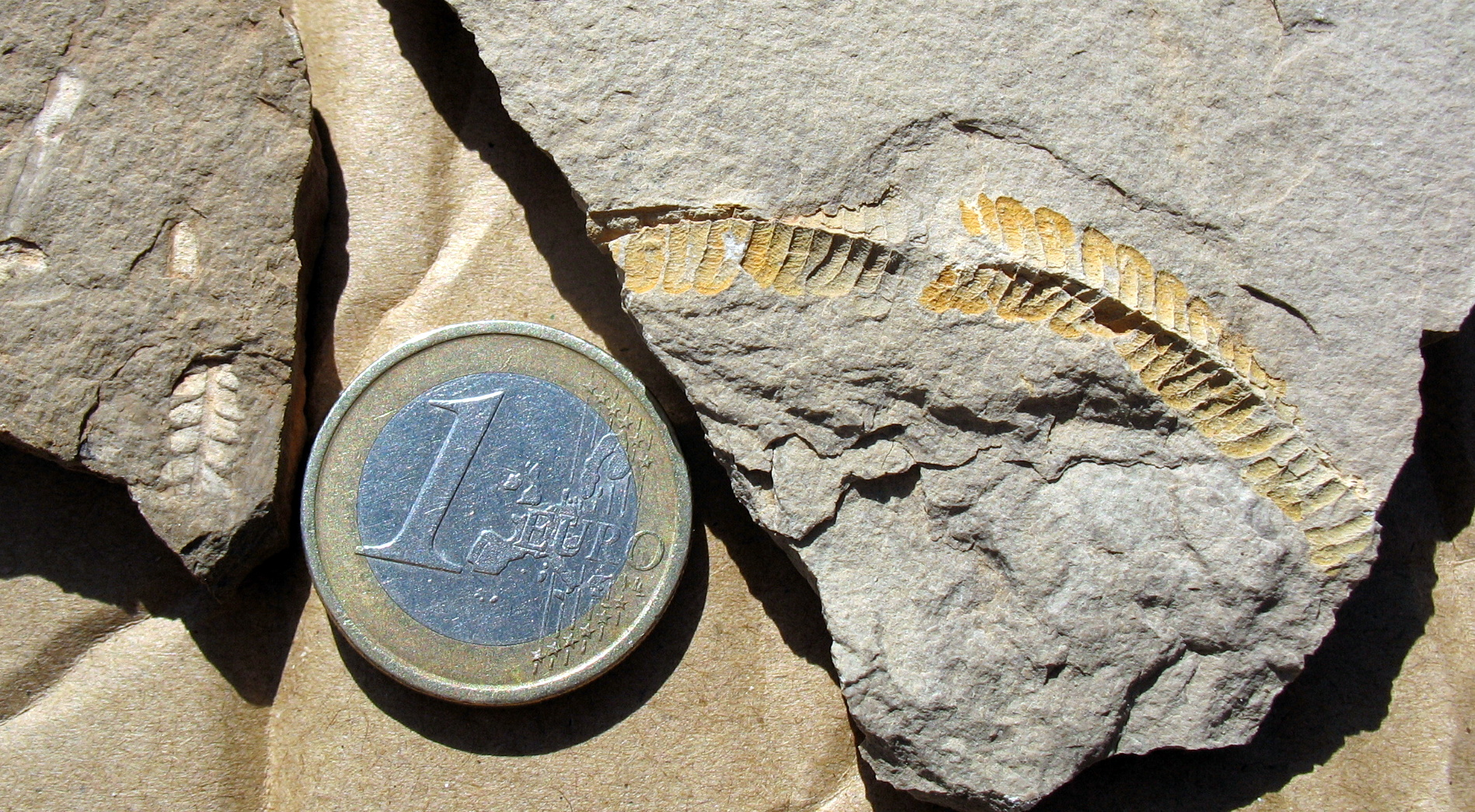
Marques fòssils de falguera en calcària litogràfica a Las Hoyas

Entre la macrofauna fòssil s'hi han trobar anfibis, aus, petxines, crustacis, gasteròpods i també petjades i traces d'invertebrats, a més a més, insectes, peixos i rèptils, i de la microfauna, els ostracodes. De la macroflora, s'hi han trobat angiospesmes, gimnospermes i falgueres, i de la microflora caròfits i palinomorfs.

## Orografia
L'àrea muntanyenca de Conca és part de la Serralada Ibèrica Sud-occidental i ocupa una franja orientada de NO-SE. El jaciment és a una altitud de 1.285 m. i es localitza en una plana entre muntanyes on hi domina superficialment el Carst. El lloc (topònim) és conegut com Las Hoyas perquè hi conflueixen tres foies o depressions d'origen càrstic (Hoya de la Vereda, Hoya de la Madre de las Latas i la Hoya de las Jarras). La zona és molt despoblada a banda de La Cierva i Buenache de la Sierra, poblacions més pròximes.

## Geologia
L'àrea està formada per materials del Permià/Mesozòic sobre una base de materials paleozoics. Hi ha estructures tectòniques dominants amb direcció NO-SE. El Cretaci Inferior (en fàcies Weald) de la regió és de materials siliciclàstics i carbonàtics que tenen un origen al·luvial i lacustre. S'organitzen en dos blocs de sedimentació (formacions) ben definits per l'anomenada discordança intrabarremienca. El primer cicle sedimentari conté dues unitats litoestratigràfiques (amb rang de formació geològica), la Formació Arenas i Arcillas del Collado i la Formació Calcáreas de la Huérguina, on hi ha el jaciment de Las Hoyas.
Els materials sedimentaris de la Formació La Huérguina, procedeixen de dipòsits, bàsicament d'origen lacustre i al·luvials, que van reblar les cubetes sedimentàries que es van produir en un procés tectònic disjtensiu. El gruix d'aquests materials s'atança als 400 m a l'indret de Las Hoyas.